# Mazotós
Mazotós (grec moderne : Μαζωτός) est un village chypriote situé dans le district de Lárnaca et comptant plus de 832 habitants.